# Eva prima Pandora
L'Eva prima Pandora è un quadro dell'artista Jean Cousin il Vecchio ed è una delle opere più importanti del Rinascimento francese. Dipinta intorno al 1549-1550, l'opera attualmente è conservata al museo del Louvre. Potrebbe trattarsi di uno dei primi nudi della storia della pittura francese, collocandosi nell'ambito della nascita e dello sviluppo del manierismo francese attorno alla scuola di Fontainebleau, nella seconda metà del secolo sedicesimo.
Quest'opera è l'unico dipinto attribuito con certezza all'artista Jean Cousin, spesso confuso con il figlio omonimo.

## Storia
Quest'opera, per molto tempo ritenuta l'unica di Jean Cousin il Vecchio, si trovava a Sens nel corso del secolo diciassettesimo. A partire dal 1857, i suoi proprietari cercarono di venderla al museo del Louvre, ma fu solo nel 1922, con l'ausilio della Società degli amici del Louvre, che l'opera fu trasferita, e da allora è rimasta la più nota di questo artista.

## Descrizione

### Soggetto
Il soggetto è sia religioso che mitologico, un doppio riferimento tipico del Rinascimento. Qui la donna rappresenta tanto Eva, la prima donna secondo la Bibbia, quanto Pandora, la prima donna secondo la mitologia greca.

### Simbologia
Il doppio simbolismo mitologico e religioso del quadro è indicato soprattutto dai particolari seguenti: il cranio; il serpente attorcigliato attorno al braccio; il ramo di un melo, in riferimento al frutto del peccato originale; il vaso, che rappresenta il vaso di Pandora.

### La rappresentazione del nudo femminile

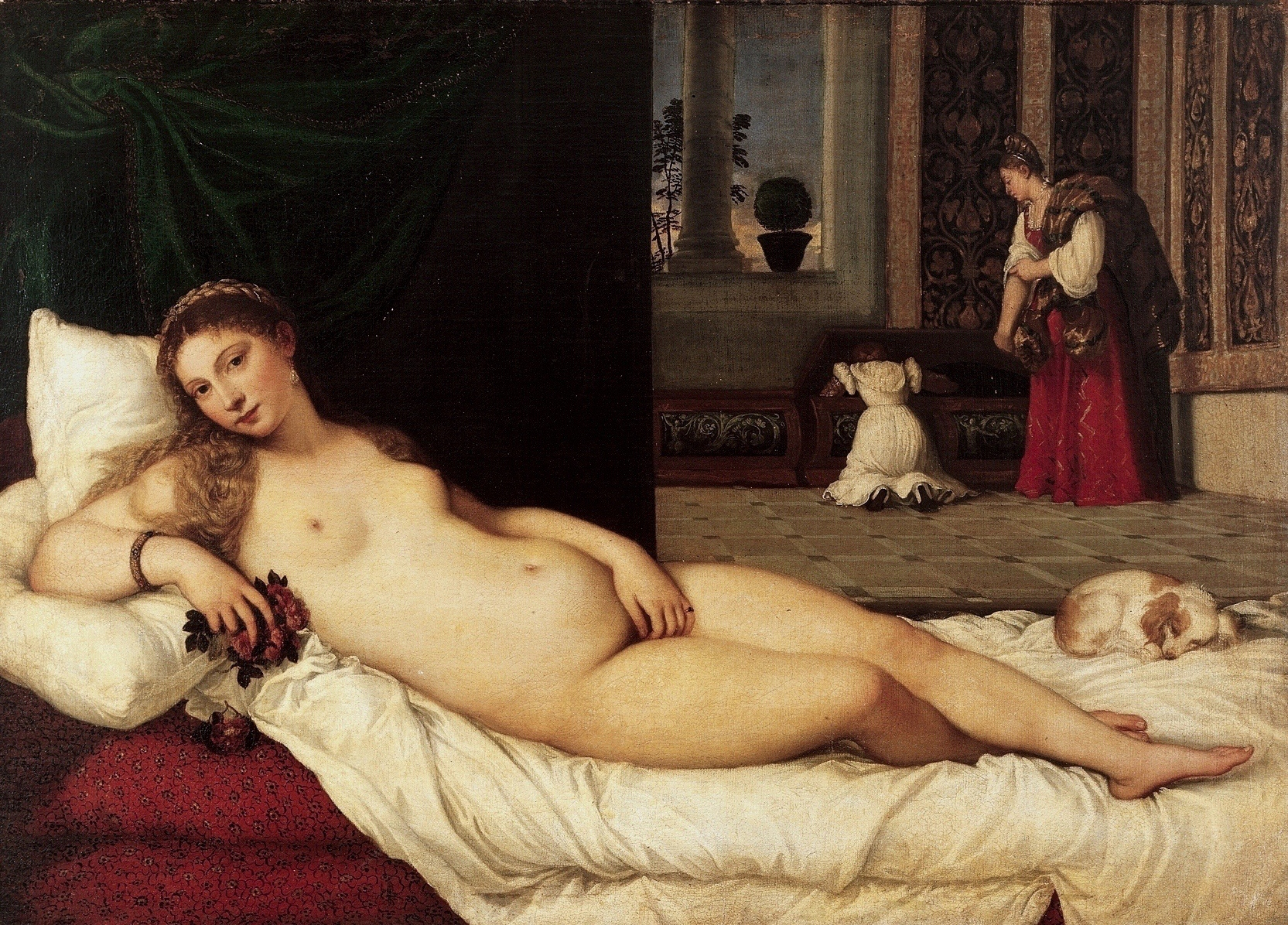
Venere di Urbino di Tiziano, 1538, Galleria degli Uffizi, Firenze

All'interno di una grotta si trova una donna nuda, sdraiata sul lato destro, con il corpo rivolto frontalmente e la testa di profilo. Questa rappresentazione del corpo in posizione sdraiata è tipicamente italiana sia nella postura che nello stile, mentre il profilo del volto è neogreco. Le gambe sono sproporzionate rispetto al busto piccolo.
Probabilmente Jean Cousin si ispirò alla Venere di Urbino di Tiziano (1538) per la posizione del corpo e per la figura nuda con un diadema tra i capelli. Questa raffigurazione italianizzante del nudo femminile, ispirata alla scuola veneziana, ricorda anche la Dama al bagno di François Clouet. Questo gioiello, l'unico suo accessorio (assieme al panno leggero che nasconde la zona pubica), divenne nella seconda metà del secolo sedicesimo una caratteristica del manierismo, in particolare del manierismo francese della scuola di Fontainebleau.

### Ambientazione e paesaggio

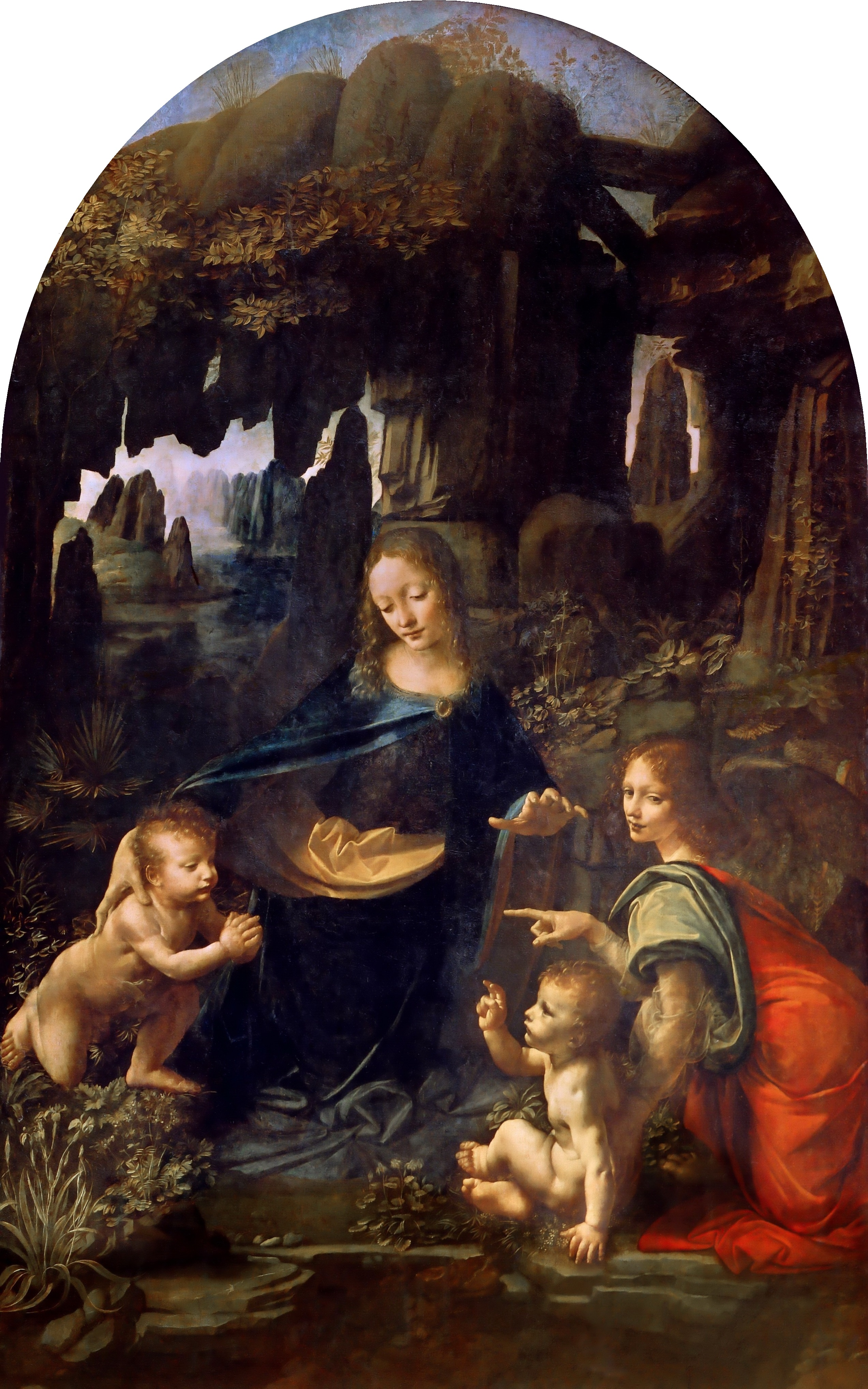
Vergine delle rocce di Leonardo da Vinci, 1486, museo del Louvre, Parigi

L'ambiente che circonda l'Eva-Pandora è una grotta scura e umida che si apre a destra e più ampiamente a sinistra su un paesaggio. Sullo sfondo, è raffigurata una città sulle rive di un lago, avvolta da una nebbia color grigio-blu-verde che richiama la tecnica dello sfumato di Leonardo da Vinci. La grotta, anche se non è uguale, richiama quella della Vergine delle rocce dello stesso Leonardo.

### Influenze
Le influenze del dipinto sono chiaramente italianizzanti. Oltre ai riferimenti a Leonardo da Vinci, presenti nell'ambientazione e nel paesaggio, si può notare l'influenza della rappresentazione del nudo all'italiana, ispirata alla scuola veneziana. Il quadro è anche da ricollegare alla tradizione francese del nudo della scuola di Fontainebleau (un esempio è la Diana cacciatrice), come pure ai maestri italiani del manierismo come Rosso Fiorentino, il Primaticcio e Benvenuto Cellini, la cui Ninfa di Fontainebleau presenta la stessa posizione muliebre sdraiata.